# Marc VII d'Alexandrie (Copte)
Pour les articles homonymes, voir Marc.
Marc VII d'Alexandrie (Copte) (mort le 18 mai 1769) est le 106e patriarche copte d'Alexandrie.

## Biographie
Originaire de la ville de Klosna, dans le district d'El-Bahnasa il nait sous le nom de Siméon et il entre au monastère  Saint-Antoine très jeune. Il y demeure un moment avant de rejoindre le  Monastère de Saint-Paul sur le mont Nimra, où il devient moine et est ensuite ordonné prêtre. Quand le Pape Jean ou Yoannis XVII (le 105e Patriarche) meurt, il est choisi pour lui succéder. Il doit quitter son monastère pour être consacré Patriarche le dimanche, 24e jour de Bashans, 1461 A.M. (30 mai 1745 A.D.) c'est-à-dire le jour de l'Entrée de Notre seigneur Jésus Christ en Égypte.
À la fin de son patriarcat, il procède à l'ordination d'Abba Pierre, comme Métropolitain de Haute-Égypte afin qu'il conduise et protège les fidèles de la région. Au cours des derniers temps de la vie du Patriarche, Abouna Yohannes XIV, Métropolitain de l'église orthodoxe d'Éthiopie (vers 1747-1769) meurt. Une délégation envoyée par l'Empereur d'Éthiopie  se présente au Pape Marc VII pour lui demander de consacrer un nouveau Métropolitain (Abouna). Le Pape ordonne Abouna Yousab III , six mois avant sa mort, et Abouna Yousab III ne quitte l'Égypte pour occuper son siège en Éthiopie (vers 1770-1803) qu'après la mort du Pape Marc
Le 12e jour de Bashans de l'année 1485 A.M. (18 mai 1769 A.D.), le Pape Marc VII, le 106e Patriarche d'Alexandrie, meurt alors qu'il résidait dans l'église de Vierge, dans le monastère connu sous le nom d'Adawiyya, à El-Maadi près du Caire. Il avait été le contemporain des Sultans ottomans Mahmoud Ier, Osman III, et Moustafa III. Avant de mourir il aurait eu la vision de  saint Antoine le Grand et de saint Paul à la seconde heure du jeudi. L'église célébrait alors la fête de saint Demiana, la commémoration de l'Archange Michel, et la mort de saint Jean-Chrysostome. Immédiatement après sa mort son corps est transporté par bateau au monastère de Saint-Georges, et placé dans le couvent sous la châsse du saint. Le vendredi, 13e jour de Bashans, le Métropolitain Yousab d'Ethiopie, Abba Pierre évêque de Haute-Égypte, et tous les archiprêtres, prêtres, diacres et chef laïcs  lavent le visage du défunt Patriarche, ses mains et ses pieds avec de l'eau de rose. Ils préparent des épices précieux, le vêtent de ses habits sacerdotaux et le placent dans un cercueil. Ils le portent en procession jusqu'à l'église du monastère Saint-Mercure (Abu Saifain), où ils prient pour lui avant de l'inhumer dans le tombeau des Patriarches. Il avait occupé le siège patriarcal pendant 23 années, 11 mois et 18 jours. Le siège restera vacant 5 mois et 5 jours après sa mort.